# Katharine Mary Briggs
Katharine Mary Briggs (Hampstead, 8 novembre 1898 – Roquebrune-Cap-Martin, 15 ottobre 1980) è stata una saggista, scrittrice e drammaturga inglese.

## Biografia
Katharine Briggs è stata tra i maggiori studiosi del significato delle tradizioni fiabesche, e nell'ambito del folklore anglosassone e celtico è considerata l'autrice più celebre.
Nata ad Hampstead, era la maggiore delle tre figlie di Ernst E. Briggs, agiato mercante di carbone dello Yorkshire, e Mary Cooper. Ernst Briggs era altresì un pittore ad acquarello con uno specifico interesse per i paesaggi scozzesi e la tradizione fiabesca di queste terre, tema che diventerà il punto centrale della vita e degli studi di Katharine. La famiglia Briggs si trasferì nel 1911 a Petershire, dove il padre costruì la residenza Dalbeathie House. Tre anni più tardi suo padre sarebbe morto. Katharine frequentò la scuola oxfordiana del Lady Margaret Hall, ottenendo un BA nel 1922 e un MA nel 1926.
Tornata nella sua contea di origine, iniziò a scrivere e a comporre opere teatrali. Insieme allo studio del folklore, il teatro sarà sempre al centro degli interessi di Katharine. Nel 1969 otterrà il Dottorato in Letteratura, con una tesi sul Folklore inglese del XVII secolo.  
Durante la guerra, si impegnò insegnando in una scuola di rifugiati, e lavorando come infermiera per il WAAF. 
Seguendo il successo del suo primo libro dedicato all'universo fantastico, The Personnel of Fairyland, Katharine Briggs partecipò alla stesura dei suoi più celebri lavori, tra cui il monumentale A Dictionary of British Folktales in the English Language (1971, in 4 volumi), The Anatomy of Puck e il suo seguito, Pale Hecate's Team (1962), An Encyclopedia of Fairies (1976), e numerosi altri libri su tali argomenti.
Fu inoltre autrice di testi di letteratura per l'infanzia, come The Legend of Maiden-Hair, Hobberdy Dick, e Kate Crackernuts. 
Visse quasi interamente nella residenza Barn House a Burford, in compagnia delle sue sorelle e dei suoi molti gatti, continuando a lavorare agli studi folklorici e ad altri testi letterari. 
Katharine Briggs si è spenta all'età di 81 anni. Oggi la Folklore Society le ha dedicato un Premio speciale.

## Opere
- The Personnel of Fairyland, 1953.
- Hobberdy Dick, 1955.
- The Anatomy of Puck, 1959.
- Pale Hecate's Team, 1962.
- Kate Crackernuts, 1963.
- Fiabe popolari inglesi (Folktales of England, 1965), a cura di K. Briggs, Collana Supercoralli, Torino, Einaudi, 1984. -Collana I Millenni, Einaudi, 1993.
- The Fairies of Tradition and Literature, 1967.
- Dictionary of British Folk-Tales in the English Language (4 voll.), 1970-71.
- The Folklore of Cotswolds, 1974.
- An Encyclopaedia of Fairies, 1976.
- British Folk Tales and Legends: A Sampler, 1977.
- The Vanishing People: Fairy Lore and Legends, 1978.
- Abbey Lubbers, Banshees & Boggarts: An Illustrated Encyclopaedia of Fairies, ill. by Anne Yvonne Gilbert, 1979.
- Nine Lives: The Folklore of Cats, 1980.
- Dizionario di fate, gnomi, folletti e altri esseri fatati, traduzione di C. Casorati e G. Iovane, Napoli, Avagliano, 2009, ISBN 978-88-830-9281-7.